# Juçara Bordin
Juçara Benedetti Bordin (Caxias do Sul, Río Grande del Sur, 1975) es una bióloga, botánica, brióloga, curadora, y profesora brasileña, que desarrolla, desde 2012, actividades académicas y científicas en el Centro de Ciencias Biológicas, Universidad Estadual de Rio Grande do Sul, y desde 1997, en la Universidad de Caxias do Sul.

## Biografía
En 1996, se licenció en Magisterio por la "Escuela Estadual Christopher Mendoza". En 2002, obtuvo la licenciatura en Ciencias Biológicas por la Universidad de Caxias do Sul, en 2008, un título de maestría en botánica, con la defensa de la tesis Briófitas do Centro Urbano de Caxias do Sul, RS, Brasil Archivado el 4 de marzo de 2016 en Wayback Machine., por el Instituto de Botánica de São Paulo, y en 2011, el doctorado en ciencias (botánica) por el mismo instituto, siendo becaria del Consejo Nacional de Desenvolvimiento Científico y Tecnológico, CNPq, Brasil.
Cuenta con experiencia en investigación en el área de la botánica, con énfasis en la flora y en la taxonomía de briófitos, e investigando a la familia Fissidentaceae, especialmente en el estado de Rio Grande do Sul, briófitas de zonas urbanas y de la Antártida. Es miembro de la Sociedad Botánica de Brasil (SBB) y de la Asociación de Investigadores Polares en la carrera (APECS-BR). Actualmente es profesora adjunta en la Universidad del Estado de Rio Grande do Sul - UERGS, Unidad Costa Norte-Osório.
En enero de 2009, en enero de 2012, y en enero de 2015, participó como brióloga y bióloga, en exploraciones biológicas con base en la Estación Antártica Comandante Ferraz.

## Algunas publicaciones
- BORDIN, J.; YANO, O. 2012. Fissidens ecuadorensis, F. steerei and F. yucatanensis, new records from Brazil. Tropical Bryology 34: 89-92

- MAZZONI, A. C.; LANZER, R. ; BORDIN, J. ; SCHAFER, A. ; WASUM, R. 2012. Mosses as indicators of atmospheric metal deposition in an industrial area of southern Brazil. Acta Botanica Brasílica (impreso) 26: 553-558

- BORDIN, J.; PURSELL, R.A. ; YANO, O. 2011. Fissidens pseudoplurisetus sp. nov. (Fissidentaceae, subgenus Aloma), from the Atlantic Forest, Brazil. The Bryologist (College Station, TX) 114: 785-789

- YANO, O.; BORDIN, J. 2011. Antóceros e Hepáticas do Herbarium Anchieta (PACA), São Leopoldo, Rio Grande do Sul, Brasil. Documentos-Instituto Anchietano de Pesquisas 62: 163-198

- BORDIN, J.; YANO, O. 2011. Considerations about Fissidens taxa (Fissidentaceae) widely spread in Brazil. Boletim do Instituto de Botanica (Sao Paulo) 21: 125-131

- BORDIN, J.; YANO, O. 2010. LISTA DAS BRIÓFITAS (ANTHOCEROTOPHYTA, BRYOPHYTA, MARCHANTIOPHYTA) DO RIO GRANDE DO SUL, BRASIL Archivado el 4 de marzo de 2016 en Wayback Machine.. Documentos-Instituto Anchietano de Pesquisas 61: 39-170

- BORDIN, J.; YANO, O. 2009. Briófitas do centro urbano de Caxias do Sul, Rio Grande do Sul, Brasil Archivado el 27 de agosto de 2018 en Wayback Machine.. Hoehnea (São Paulo) 36: 7-72

- BORDIN, J.; YANO, O. 2009. Novas ocorrências de antóceros e hepáticas para o Estado do Rio Grande do Sul, Brasil. Revista Brasileira de Botânica 32: 189-211

- BORDIN, J.; YANO, O. 2009. Novas ocorrências de musgos (Bryophyta) para o Estado do Rio Grande do Sul, Brasil. Revista Brasileira de Botânica (Impresso) 32: 455-477

- PERALTA, D. F.; BORDIN, J. ; YANO, O. 2008. Ocorrências novas de musgos (Bryophyta) para os Estados de Goiás e Tocantins, Brasil. Acta Botanica Brasilica 22: 834-844

- PERALTA, D. F.; BORDIN, J. ; YANO, O. 2008. Novas ocorrências de briófitas nos Estados brasileiros. Hoehnea (São Paulo) 35: 124-158

- YANO, O.; BORDIN, J. 2006. Novas ocorrências de briófitas para o Rio Grande do Sul, Brasil. Boletim do Instituto de Botânica (São Paulo) 18: 111-122

### Libros
- BORDIN, J.; YANO, O. 2013. Fissidentaceae (Bryophyta) do Brasil. Boletim do Instituto de Botanica (Sao Paulo) 22: 1-168

#### Capítulos
In Maria Auxiliadora Milaneze-Gutierre (org.) Sistemática Vegetal. Maringá, Eduem - Editora da Universidade Estadual de Maringá
- MILANEZE-GUTIERRE, M. A. ; ROMAGNOLO, M. B. ; BORDIN, J. 2012. Métodos de coleta e herborização de amostras vegetais, p. 35-46
- MILANEZE-GUTIERRE, M. A. ; BORDIN, J. 2012. Briófitas, p. 71-92.

- WASUM, R. ; BORDIN, J. ; SINIGAGLIA, C. 2005. Considerações Taxonômicas. In: Rosa Lia Barbieri (org.) Cebola: ciência, arte e história. Pelotas: Embrapa de Clima Temperado, p. 21-26

### En Congresos
- WEBER, D. A.; PRADO, J. F. ; BORDIN, J. 2014. Briófitas de um fragmento de mata de restinga do Litoral Norte do estado do Rio Grande do Sul, Brasil. In: XI Congresso Latinoamericano de Botânica e LXV Congresso Nacional de Botânica. Salvador. Botânica na América Latina: conhecimento, integração e difusão

- GJORUP, D. F.; SCHAEFER, C.E.G.R. ; SPINOLA, D. N. ; BORDIN, J. 2013. GEOAMBIENTES DA PORÇÃO NORTE DA ILHA SEYMOUR/MARAMBIO, ANTÁRTICA PENINSULAR. In: XX Simpósio Brasileiro de Pesquisa Antártica, São Paulo. Programa e Resumos, p. 58-58
- BORDIN, J.; YANO, O. 2012. Fissidentaceae (Bryophyta) do Brasil. In: 63.º Congresso Nacional de Botânica, Joinville. Botânica frente às mudanças climáticas
- BORDIN, J.; GJORUP, D. F. ; SPINOLA, D. N. ; PERALTA, D. F. ; YANO, O. ; SCHAEFER, C. E. R. 2012. Ampliação da área de ocorrência das espécies de briófitas encontradas na Ilha Seymour, Antártica. In: XIX Simpósio Brasileiro sobre Pesquisa Antártica, São Paulo. Simpósio Brasileiro sobre Pesquisa Antártica
- BORDIN, J.; YANO, O. 2011. Fissidens ecuadorensis Pursell, Brugg. & Nann., F. steerei Grout and F. yucatanensis Steere, new records from Brazil. In: 62.º Congresso Nacional de Botânica, Fortaleza. Botânica e Desenvolvimento Sustentável

## Honores

### Premios
- 2008: mejor panel de la categoría Maestrado en XVII Congreso de la Sociedad Botánica de São Paulo, Sociedad Botânica de São Paulo[4]

### Membresías
- Sociedad Botánica de Brasil[11]

- Sociedad Latinoamericana de Briófitas[12]

- 1981: Fundação da Sociedade de Botânica de São Paulo[13][14]

### Revisora de periódico
- 2008 - actual. Periódico: Hoehnea (São Paulo)
- 2012. Periódico: Revista Brasileira de Botânica (impreso)
- 2012. Periódico: Heringeriana
- 2013. Periódico: Iheringia. Série Botânica
- 2013. Periódico: Oecologia Australis
- 2015 - actual. Periódico: Pesquisas. Botânica

- La abreviatura «Bordin» se emplea para indicar a Juçara Bordin como autoridad en la descripción y clasificación científica de los vegetales.[15]